# Arbeit (Thorsten Nagelschmidt)
Arbeit ist ein Roman des deutschen Schriftstellers Thorsten Nagelschmidt aus dem Jahr 2020. Er erzählt in anfangs locker verbundenen und später kunstvoll verwobenen Episoden aus dem (Arbeits)Leben von rund einem Dutzend Haupt- und zahlreichen Nebenfiguren, verdichtet auf den Raum um das Kreuzberger Schlesische Tor und die Nacht vom 18. zum 19. März 2022. Das sozialrealistische Werk ist aus Sicht der Süddeutschen Zeitung „der erste große Berlin-Roman des 21. Jahrhunderts“.

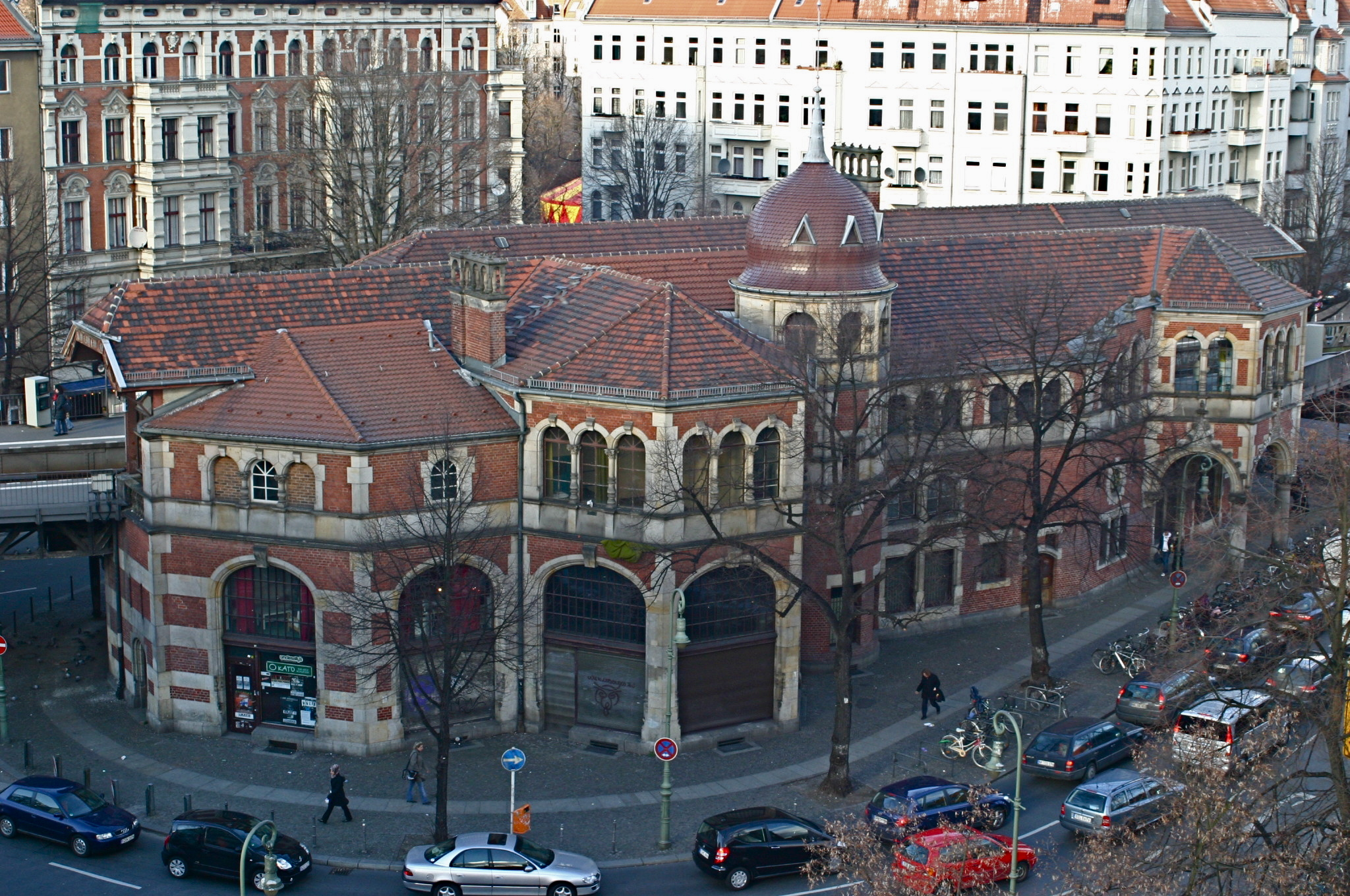
Schlesisches Tor in Berlin-Kreuzberg, wo sich viele Handlungsfäden kreuzen

## Intention
Der Anlass, dieses Buch zu schreiben, war für Nagelschmidt sein Wunsch, eine Leerstelle in den Erzählungen über das auch international als Partymetropole gefeierte Berlin zu füllen. Was ihm bis dato fehlte, war ein Bild von den Menschen, die dort arbeiten, insbesondere nachts. Im Blick hatte er nicht die, die das nächtliche Rampenlicht suchen, wie DJs und Clubbetreiber, sondern vielmehr diejenigen, die „das Nachtleben streifen“ und eher aus sozialen Zwängen heraus zu dieser Zeit arbeiten, wie Taxifahrer, Sanitäter, Pfandsammler, Dealer usw. – und deren Berufe oder Tätigkeiten er dann noch intensiver studierte als zuvor.

## Figuren
Der Roman porträtiert mindestens elf Hauptfiguren; ein oder zwei kann man noch hinzuzählen. Geht man von 13 aus, sind sechs weiblich und sieben männlich. Ihr Alter liegt zwischen 16 und 60. Zwei haben eine DDR-Vergangenheit; die Wenigsten sind „echte“ Berliner. Meist lernt man sie nur mit ihrem Vor- oder Spitznamen kennen; was sie tun, ist (siehe Titel) in jedem Fall wichtiger; hier die Auflistung in der Reihenfolge, in der sie im Roman auftreten: Taxifahrer, Drogendealer I, Fahrradkurierin, Notfallsanitäterin, Schüler, Spätiverkäuferin, Drogendealer II, Polizistin (und der sie begleitende Kollege), Hostel-Vizechef, Pfandsammlerin, Türsteher, (Stadtreinigungsangestellte).
Bei den weiblichen Hauptfiguren dominieren zwei „Typen“. Zum einen sind das junge „Powerfrauen“, die mit Anfang/Mitte 20 am Beginn ihres Erwachsenen- und Berufslebens stehen und die zielstrebig, engagiert, idealistisch und tatkräftig zugleich in Erscheinung treten. Von diesem „Typus“ stellt der Roman nicht weniger als drei vor: die Polizistin, die sich aus freien Stücken in einen Brennpunktbezirk hat versetzen lassen; die Notfallsanitäterin, die tagsüber ihr Abitur nachholt, um ihren Traumberuf – Ärztin – realisieren zu können; die kolumbianische Fahrradkurierin eines Lieferservice, die unter dem Druck, Studium und Aufenthalt finanzieren zu müssen, sich nicht krankschreiben lässt. Der andere „Typus“ ist die um mindestens eine Generation ältere Frau aus „gutem Hause“, die, um Sinnstiftendes zu tun, die soziale Leiter nach unten gestiegen ist und von denen die eine, nach der Tagesarbeit in ihrem wenig lukrativen Antiquariat, des Nachts Leergut einsammelt – und die andere sich, fast rund um die Uhr, in ihrem Späti aufreibt. Die sechste Frau schließlich erscheint wie ein Gegenentwurf zu den fünf anderen, hat sie doch, was diesen durchweg fehlt: Kinder und einen Partner, mit dem sie in einer festen Beziehung lebt. Liegt es allein daran, dass sie stabiler wirkt? Ihr Porträt ist das weitaus kürzeste, ihr Job in der morgendlichen Stadtreinigung gewiss der am wenigsten stressige.
Unter den sieben männlichen Hauptfiguren finden sich auch nur zwei mit Kind. Von ihrer Partnerin sind sie zeitweilig (Türsteher) oder endgültig (Polizist) getrennt, betonen aber unisono, wie wichtig für sie die aktiv gelebte Vaterschaft war bzw. ist. Auch sie wirken insgesamt stabiler als ihre Geschlechtsgenossen. Eine Gemeinsamkeit mit negativem Vorzeichen besteht zwischen dem Taxifahrer und dem Hostel-Vizechef (der eine aus dem Osten, der andere aus dem Westen stammend): Sie hadern mit ihrem „Schicksal“, fühlen sich als „Loser“, der permanente Vergleich mit den (Erfolg)Reicheren schmerzt sie. Auch einen Gegensatz fördert der Vergleich zutage, und zwar ausgerechnet dort, wo „Zwei das Gleiche tun“, vermeintlich. Nagelschmidt hat ihn bewusst so angelegt in den beiden Drogendealern, die aus seiner Sicht „unterschiedlicher nicht sein könnten“: der eine ein Deutscher, selbst Clubgänger und nur für sich selbst verantwortlich, der aus der geschützten Sphäre seiner Privatwohnung heraus Partydrogen an Freunde und Bekannte verkauft; der andere ein Schwarzafrikaner aus Guinea, der über die Fluchtroute im Auftrag seiner Familie nach Deutschland gekommen ist, aber keine Arbeitserlaubnis erhält und, um wenigstens selbst über die Runden zu kommen, täglich riskiert, seine Aufenthaltsduldung zu verlieren, indem er in einem öffentlichen Park seine „Päckchen“ an den Mann zu bringen versucht.

## Authentizität
Das als letztes verfasste und zentral platzierte Kapitel über den geflüchteten Guineer hat Nagelschmidt auch formal anders gestaltet als den Rest. Während er dort seine Erzählung stets in eine dem Romanleser vertraute Fiktion kleidet, baut er hier Distanz auf. Er präsentiert dem Leser die Geschichte, die er recherchiert hat, auch in diesem Kapitel, macht ihm aber zugleich bewusst, wie er an sie gelangt ist. Schon mit dem ersten Satz, den er dem Sprecher in den Mund legt („Erzähl ihm einfach, was er hören will“), untergräbt er die gängige Erwartung, eine Geschichte geliefert zu bekommen, die „authentisch“ ist. Diese eingangs hergestellte Distanzierung hält er dann in dem nachfolgenden zehnseitigen zweiten Satz, der dem Leser immer wieder die Gesprächssituation vor Augen führt, bis zum Schluss aufrecht. Auf formaler Ebene, meint Nagelschmidt, könne man das Kapitel als einen Kommentar zum Authentizitätsanspruch der sozialrealistischen Literatur lesen, die er selbst anstrebe.
Für seinen Roman hat Nagelschmidt intensiv recherchiert, zahlreiche Berlin-Bücher (wieder)gelesen, für einen Monat undercover in einem Kreuzberger Hostel gearbeitet und Leute aus den in Frage kommenden Berufsgruppen interviewt, einige mehrmals. Auch der gründliche Faktencheck durch Kenner der Materie war ihm wichtig. Insgesamt dreieinhalb Jahre hat er an dem Buch gearbeitet. Der Dokumentarliteratur würde er es nicht zurechnen. Er fühle sich als „teilnehmender Beobachter“. Aus dieser Haltung entspringe seine Art sozialrealistischer Literatur. Dass die von ihm porträtierten Figuren, in Duktus und Habitus, so authentisch wie irgend möglich wirken, sei ihm eminent wichtig. Bei einem Drogendealer, der (wie er) von Westdeutschland nach Berlin gekommen ist, falle ihm das naturgemäß leichter als bei einer kolumbianischen Fahrradkurierin; bei einem Flüchtling aus Guinea stoße er definitiv an seine Grenzen – und wolle diese dann auch kenntlich machen.

## Themen
Arbeit klingt nach dem Titel eines Soziologiebuches. Es handelt sich aber eindeutig um einen Roman. Ebenso eindeutig ist, dass die Themen, um die er kreist, sehr wohl Kernfragen von Arbeit betreffen. Zwei Themen benennt Nagelschmidt in Interviews selbst. Das eine ist die Frage nach der Sinnhaftigkeit einer Arbeit. Er verweist in diesem Zusammenhang auf David Graebers »Bullshit Jobs«, worin Menschen zu Wort kommen, die sagen, dass es der Welt kein Stück schlechter gehe, wenn es ihren Job nicht gäbe, vielleicht sogar besser. Das würden die meisten seiner Figuren von ihrer Arbeit nicht behaupten, meint Nagelschmidt. Bestes Beispiel sei seine Spätiverkäuferin, die aus einem solchen Sinnlos-Job geflüchtet ist, sogar um den Preis des sozialen Abstiegs. Bezeichnend für das Selbstverständnis, das „Wir“-Gefühl (nicht aller, aber gewiss mehr als einer) seiner Figuren auch diese Textstelle: „Die Leute, die diese Stadt regieren, sind jetzt alle schön zuhause, denkt [die Notfallsanitäterin], nur wir sind übrig, wir und die Kranken, die Kaputten, die Hilflosen und die Simulanten, wir sind jetzt auf uns gestellt und müssen das irgendwie hinkriegen, gemeinsam.“
Das zweite Thema leuchtet, gerade mit Blick auf dieses Zitat, auch sofort ein. Als ein verbindendes Element seiner Einzelporträts, so Nagelschmidt, habe sich herauskristallisiert, dass viele seiner Figuren „abseits ihrer eigentlichen Arbeit ein Sozialarbeitergefühl entwickelt“ hätten. Für die meisten der weiblichen Hauptfiguren trifft das sicher zu, bei genauer Betrachtung aber auch für die Mehrzahl der männlichen. So vertritt der Türsteher Prinzipien, die für den sozialen Frieden gewiss wichtig sind (Man dürfe die, die man abweist, nicht auch noch demütigen); der als arrogant geltende Polizist pflegt Kontakte zu Ex-Straftätern und ermutigt seine junge Kollegin zu Zivilcourage; der deutsche Drogendealer sorgt für Ordnung in der Wohnung eines seiner Kunden; der keineswegs sympathisch gezeichnete Hostel-Vizechef beweist in einer Entscheidungssituation, dass er doch sozial fühlt und handelt, obwohl er das zuvor mehrfach von sich gewiesen hat.
Ein sinnhafter Job, und dazu noch das gute Gefühl, von Mitmenschen gebraucht zu werden – ist das die Quintessenz von Arbeit? Die Titelzeile der Süddeutschen Zeitung scheint das zu bestätigen: „Thorsten Nagelschmidts Roman ‚Arbeit‘ singt eine vielstimmige Hymne auf die Werktätigen des Berliner Nachtlebens.“ Sozialromantik liegt dem Autor jedoch ebenso fern wie Schwarzmalerei. Bestes Beispiel auch hierfür seine Spätiverkäuferin. Von der Polizistin gebeten, sich zu beruhigen, legt sie los: „Wie, was, BERUHIGEN! Ich hab so was von die Schnauze voll! Es war der sechste Überfall in zwei Jahren, und immer sind es diese kleinen Paschas!“ Was folgt, ist eine Wutrede, die es in sich hat und die allein schon geeignet ist, den möglichen Verdacht, der Roman romantisiere Arbeit, gar nicht erst aufkommen zu lassen.

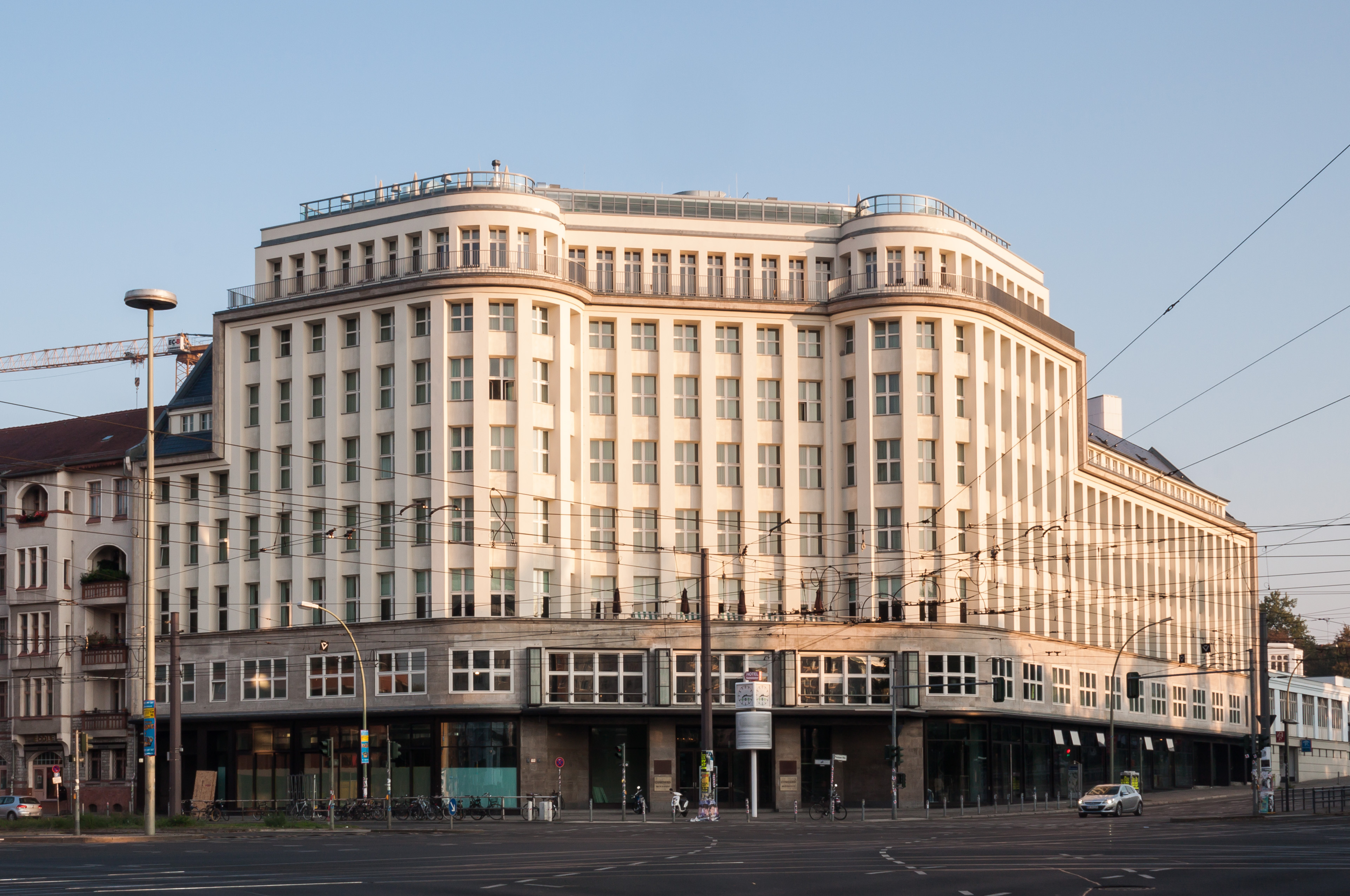
Soho House Berlin, ein Gebäude mit höchst wechselvoller Geschichte

## Leitmotiv
„Sie hat dann auch erst beim Frühstück in der Kantine von dem Großbrand gestern Abend gehört“, heißt es im Schlusskapitel. „Ein Hotel in Mitte, Riesending, nicht viel übrig und Dutzende Verletzte.“ Von diesem Brand ist auch in den Kapiteln zuvor schon auffallend oft die Rede; zwar stets nur als Randnotiz, aber in seiner leitmotivischen Wiederholung doch als Zeichen einer Bedrohung deutbar. Das Hotel wird konkret benannt: Soho House Berlin. Es soll auch nicht als erstes gebrannt haben: „Erst der Cuvrycampus, dann die East Side Mall und jetzt das – so langsam fragt man sich ja schon, wer da zündelt, wer da nach und nach die Stadt abfackelt“, sinniert der Taxifahrer.
Lässt sich über das Leitmotiv ermitteln, in welcher Nacht genau der Roman spielt? Die Recherche ergibt, dass aus allen drei Gebäuden in den vergangenen Jahren in der Tat Brände gemeldet wurden. Allerdings nicht in der gleichen Reihenfolge. Und der Brand im Soho House Berlin war weit weniger schwerwiegend, als im Roman beschrieben. Vor allem aber passt der historische Vorfall – am späten Vormittag des 26. Oktober 2016, einem Mittwoch – in mehreren Punkten (Tageszeit, Wochentag, Monat) nicht zu dem, was der Roman zu Beginn vorgibt.

## Handlungszeit
Die erste Seite des Romans wartet mit präzisen Zeitangaben auf: „Es ist Freitagabend, kurz nach sechs, die Sonne ist gerade untergegangen. In zwölf Stunden wird sie wieder aufgehen, um genau 6:12. Heute wird die Nacht genauso lang sein wie der Tag. […] Übermorgen ist offizieller Frühlingsanfang.“ Was fehlt, ist das Jahr. Prüft man nach, für welches die Daten passen, wird man in der jüngeren Vergangenheit nicht fündig. Allerdings in der nahen Zukunft, gesehen vom Erscheinungszeitpunkt des Romans. Bezogen auf den Hauptschauplatz der Handlung, Berlin-Kreuzberg, treffen im Jahr 2022 alle Zeitangaben exakt zu. Der Roman spielt also in der Nacht vom 18. zum 19. März 2022. Vor diesem Hintergrund erschließt sich auch der Brand im Soho House Berlin auf andere Weise – als Fiktion.

## Handlungsorte
Im Laufe der zwölfstündigen Nacht werden zahlreiche Straßen, Plätze und öffentliche Gebäude passiert, manche auch mehrmals. Da es sich zumeist um Dienstfahrten handelt, ist es nur natürlich, dass viele von ihnen namentlich benannt werden. Neben diesen real existierenden Orten gibt es auch solche, die im Text zwar einen Namen tragen, aber fiktiv sind. Das sind der Späti, das Hostel und der Club. Für das naturgemäß rege Nachtleben einer Großstadt sind das wichtige Anlaufpunkte.

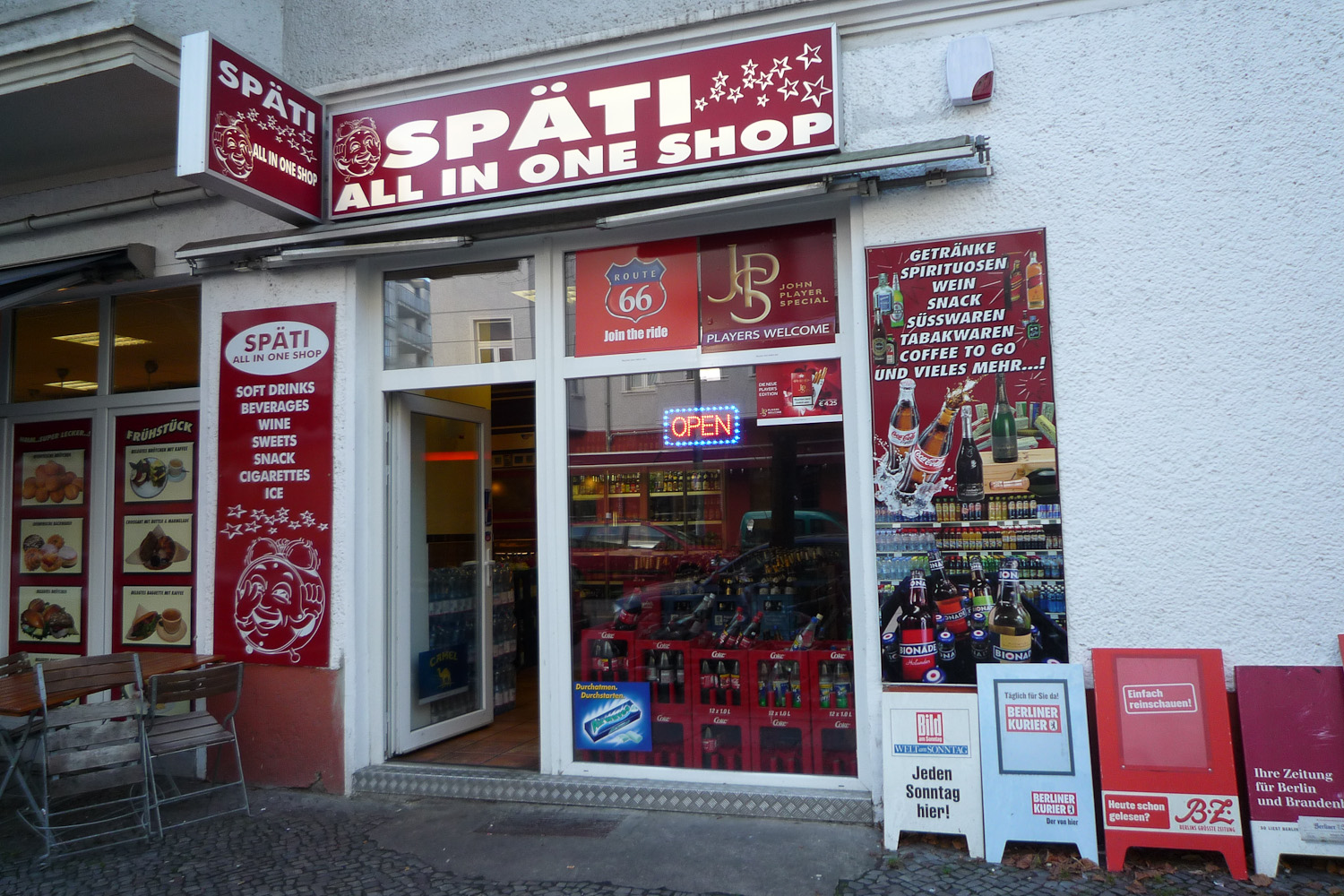
Späti in Berlin
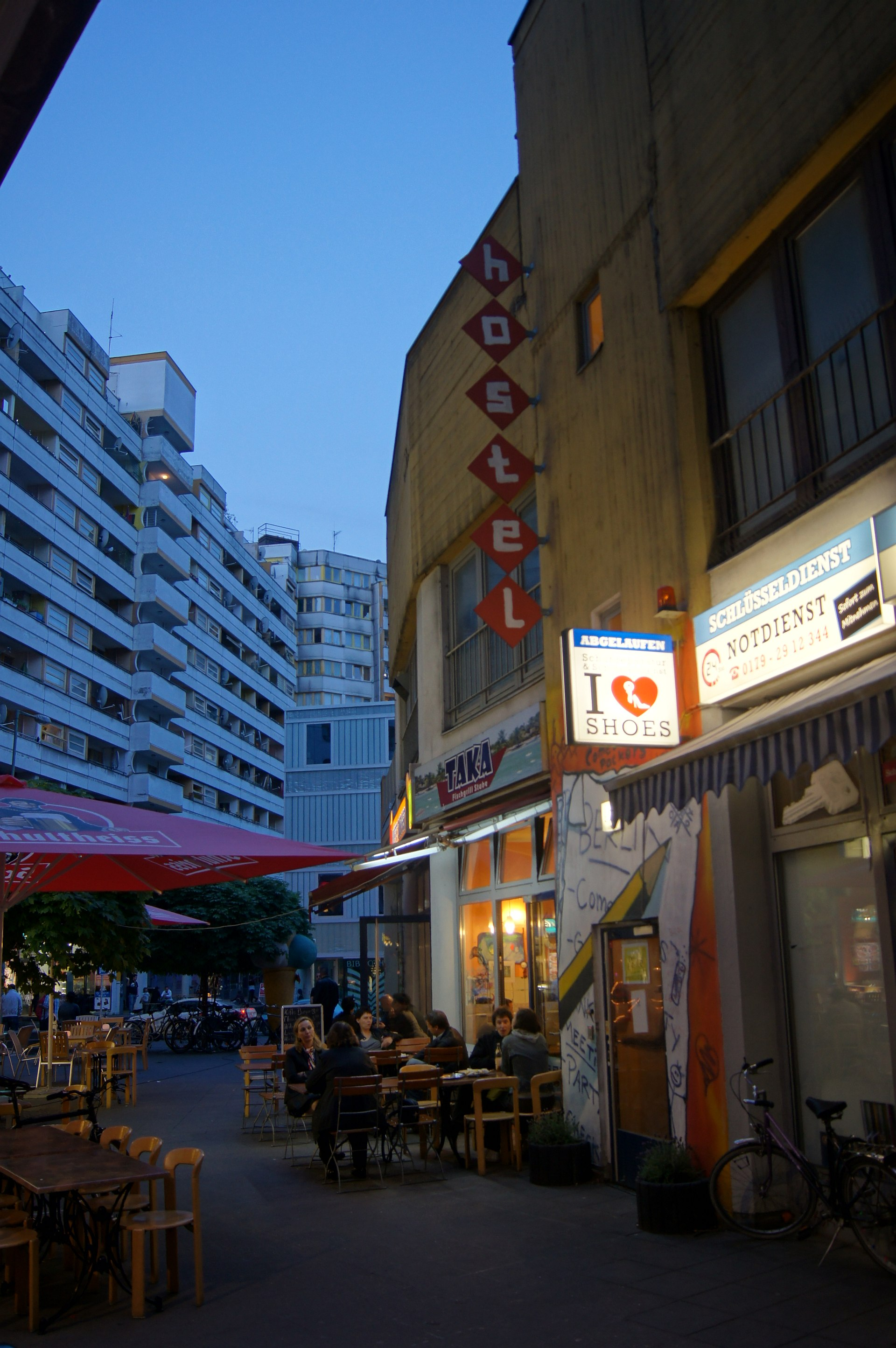
Hostel in Kreuzberg
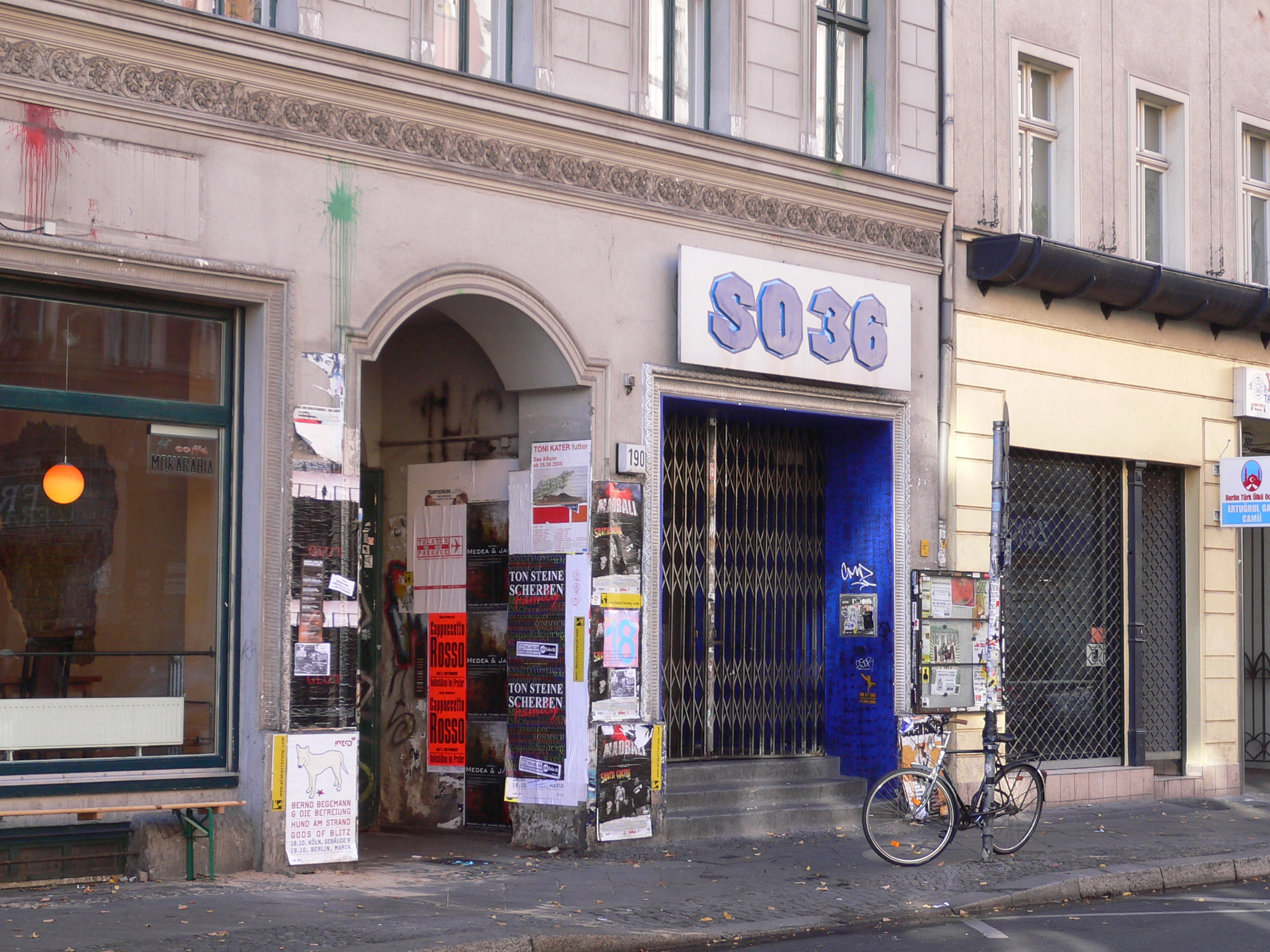
Club in Kreuzberg

## Form
Das auffälligste Strukturmerkmal des Romans ist der regelmäßige Wechsel zwischen kurzen und längeren Kapiteln. Jedes der zehn Langkapitel rückt eine Hauptfigur in den Mittelpunkt (das über die Polizisten eher zwei). Neun Kurzkapitel gehören dem Taxifahrer, das letzte – und den Roman abschließende – der Stadtreinigungsangestellten. Die Figur des Taxifahrers scheint dadurch etwas herausgehoben; laut Nagelschmidt war der Grund, den Text so zu strukturieren, jedoch eher der, dass er es für leserfreundlicher hielt, zumindest in jedem zweiten Kapitel an etwas Bekanntes anschließen zu können.
Der Einstieg gerade in die Langkapitel geschieht, wie bei einem harten Filmschnitt, in der Regel völlig unvermittelt, mitunter mitten hinein in die direkte Rede einer bis dahin unbekannten Figur. Ein Auftaktsatz wie „Hauptkommissar Thomas Schüngelmann dirigiert den Wagen an den auf Grün wartenden Autos vorbei auf die Kreuzung“, der auf eine auktoriale Erzählinstanz hindeutet, bildet die absolute Ausnahme. Nagelschmidts bevorzugte Erzählperspektive ist die des „Camera Eye“. Ganz gleich, ob er die Er/Sie- oder die Ich-Form nutzt oder den Inneren Monolog wählt, in jedem Fall nimmt er die Sicht der jeweiligen Hauptfigur ein.
Dennoch lernt man die meisten von ihnen auch noch aus einer anderen Perspektive kennen. Das liegt daran, dass auch die, die nach einem Langkapitel scheinbar abtreten müssen, oft noch einen zweiten oder dritten Auftritt bekommen. Zunächst ist das eher die Ausnahme, dafür aber ganz offensichtlich. Je weiter der Roman voranschreitet, umso häufiger tauchen verloren geglaubte Figuren jedoch wieder auf – und umso raffinierter versteckt. Sie zu entdecken, macht einen Gutteil des Lesereizes von Arbeit aus.

## Einflüsse
Ausdrücklich bekennt sich Nagelschmidt zu dem „großen Einfluss“, den der New-York-Roman Manhattan Transfer von John Dos Passos auf ihn hatte. Vor allem zu Beginn seiner Arbeit habe er sich viel von ihm „abgeguckt“, zum Beispiel was die Vielzahl der Figuren betrifft und ihr mitunter überraschendes Verschwinden. Inspiriert habe ihn auch die neuere französische Literatur – vor allem im Vergleich zur deutschsprachigen, in der Klassenfragen kaum berührt würden –, wie die von Virginie Despentes (Das Leben des Vernon Subutex), Didier Eribon, Édouard Louis, Annie Ernaux oder Nicolas Mathieu. Die Kritik wiederum lenkt das Augenmerk auf diverse literarische Bezüge in Arbeit, unter anderem zu Alfred Döblin (Berlin Alexanderplatz), Rolf Dieter Brinkmann (Westwärts) oder Rainald Goetz (Rave). Auch große Kinovorlagen werden genannt, wie Short Cuts, Trainspotting und Night on Earth. In einem Fall heißt es sogar, beim Lesen von Arbeit habe man schon den zu erwartenden Film vor Augen.

## Rezeption
„Thorsten Nagelschmidt gelingt etwas, was selten ist“, urteilt Ulrich Rüdenauer. „Einerseits nimmt er die herrschenden Klischees durchaus ernst, andererseits unterläuft er sie mit seinen Geschichten immer wieder. Nie hat man das Gefühl, das gesammelte Material würde die Handlung erdrücken. Es sind die kleinen Details, die wechselnden, oftmals rauen Sounds, die seinen Roman zu etwas Besonderem machen. […] Bei allen Helden in Arbeit gibt es jene Spannung aus Selbstverwirklichungssehnsucht und Desillusionierung, hedonistischem Impuls und erschöpftem Realismus. […] Nagelschmidts Figuren […] erhalten alle ein Gesicht, eine Geschichte, eine Gestalt. Jetzt, wo Berlin im Corona-Schlaf vor sich hindämmert und wir innehalten können, führt uns dieser wunderbare Roman umso deutlicher vor, wer eine Großstadt – nicht nur in normalen Zeiten – am Laufen erhält.“

## Ausgaben
- Thorsten Nagelschmidt: Arbeit. Roman. S. Fischer Verlag, Frankfurt am Main 2020. ISBN 978-3-10-397411-9